# ECos
eCos (Abkürzung für englisch embedded configurable operating system) ist ein freies Echtzeitbetriebssystem für eingebettete Systeme, das durch die GNU Open-Source-Entwicklungssysteme unterstützt wird. Die eCos-Lizenz erlaubt Entwicklern vollen Zugriff auf alle Teile des eCos-Codes und ermöglicht so die freie Weiterentwicklung des Systems.
Wie bei Echtzeitbetriebssystemen üblich, bietet eCos keine Entwicklungsumgebung, sondern erfordert das Einrichten von Entwicklungswerkzeugen auf einem Windows- oder Linux-System. Die Entwicklungsumgebung umfasst zumindest den GCC Compiler, den gdb Debugger sowie die binutils.
Eine Stärke von eCos ist sein Konfigurationssystem, welches es dem Anwender ermöglicht, ein eigenes schlankes anwendungsspezifisches System zusammenzustellen, bei dem nur die benötigten Funktionen integriert werden (Skalierbarkeit, …). Dieser Ansatz kommt ressourcenschwachen eingebetteten Systemen sehr zugute.
Durch die Unterstützung einer Vielzahl von Anwendern wurde eCos kontinuierlich weiterentwickelt und steht für eine wachsende Zahl von Plattformen zur Verfügung. Die aktuelle Version eCos 3.0 unterstützt als Zielsystem die Prozessorarchitekturen ARM, Hitachi H8300, Intel x86, MIPS, Matsushita AM3x, Motorola 68k, PowerPC, SuperH, SPARC, NEC V8xx, OpenRISC und Nios II.